# Абу Мухаммад аль-Макдиси
Абу Мухаммад аль-Макдиси (араб. أبو محمد المقدسي‎), настоящее имя Исам Мухаммад Тахир аль-Баркауи (араб. عصام محمد طاهر البرقاوي‎) — исламский богослов палестинского происхождения из Иордании, идеолог салафитского джихадизма, наставник Абу Мусаба аз-Заркави и Абу Суфьяна ас-Сулями.

## Биография
Родился 3 июля 1959 года в наблусской деревне Барка до того, как Иордания аннексировала Наблус. Через 3 или 4 года после рождения его семья переехала в Кувейт. После окончания школы уехал в Югославию, учился на инженера в университете Сараево. Позже поступил в университет Мосула, где испытал отвращение к тому, что мужчины и женщины учатся в одних и тех же классных комнатах, что не по-исламски. Через 3 года бросил учёбу в Мосуле и уехал в Медину, где получил от Ибн База письмо, что его приняли в Исламский университет Медины изучать шариат. Там он стал изучать книги Ибн Теймии, Ибн аль-Кайима и Мухаммада ибн Абдулваххаба. Ездил в Афганистан и Пакистан, где занимался даваатом и обучением исламу в тренировочном лагере Аль-Каиды, где был шариатским кади джамаата и подружился с такими джихадистами, как Айман аз-Завахири, Абу Хафс аль-Масри, Абу Убейда аль-Баншири и Абу Мусаб ас-Сури, там же впервые написал книгу «религия Ибрахима». В 1992 году вернулся в Иорданию, где написал критическую книгу на тему, что демократия — это религия куфра и ширка. За распространение его материалов многие попали в тюрьму. В 1994 году Иордания арестовала членов джихадистского движения «Байат имаму», включая аль-Макдиси. Ему предъявили обвинения в контрабанде оружия, спрятанного в мебели и брошенного иракской армией при отступлении из Кувейта, включая 5 противопехотных мин, 7 гранат и несколько выстрелов к гранатомёту. Помимо него и аз-Заркави в организацию входил и Абу Кутейба аль-Урдуни. На суде аль-Макдиси вёл даваат к судьям, адвокатам и всем присутствующим, призывая к таухиду и отречению от тагута. Был приговорён к 15 годам тюрьмы и в 1995—1999 гг. отсидел вместе с аз-Заркави. Даваат не прекратил и продолжил писать работы и делать обращения даже из-за решётки. Был выпущен досрочно вместе с аз-Заркави в 1999 году, после чего тот уехал в Афганистан, а аль-Макдиси остался в Иордании, после чего снова арестовывался и выходил несколько раз. Был выпущен 28 июня 2005 года, но в июле был посажен снова по обвинению в поддержке терроризма после интервью Аль-Джазире с критикой своего бывшего ученика и советами по правильному джихаду. 12 марта 2008 года снова выпущен. В сентябре 2010 года снова арестован и 28 июля 2011 года приговорён к 5 годам тюрьмы за рекрутирование боевиков на джихад в Афганистане. 16 июня 2014 года снова выпущен.
21 сентября 2014 года выступил с обращением к ИГ, призвав их начать переговоры, чтобы отпустить Питера Кассига, так как он помогал мусульманам, организовывая доставку гуманитарной помощи, за что заслуживает благодарности, а не казни.
30 сентября 2014 года выступил с инициативой перемирия между ИГ и другими джихадистскими джамаатами.
18 октября 2014 года встретился со Стэнли Коэном, которого просил задействовать свои контакты в ФБР, чтобы то надавило на иорданские спецслужбы, чтобы те разрешили Макдиси, выпущенному из-под ареста со слежкой, связаться с Абу Суфьяном ас-Сулями с целью уговорить освободить Кассига
27 октября 2014 года был снова арестован за пропаганду терроризма после призывов к перемирию между ИГ и аль-Каидой для совместной борьбы с «крестоносцами», но выпущен 5 февраля.
6 февраля 2015 года в интервью Roya TV рассказал, как также писал письма Абу Бакру аль-Багдади, Абу Мухаммаду аль-Аднани, Абу Суфьяну ас-Сулями, в которых предлагал обменять осуждённую на смерть исламскую террористку Саджиду ар-Ришави на пилота Муаза аль-Касасибы, однако, как выяснилось с выпуском видео сжигания, ИГ обманывало аль-Макдиси, а на момент переговоров пилот уже был сожжён.

## Позиции
Критик группировки Исламское государство как отклонившихся экстремистов, хотя и находился в переписке с некоторыми фигурами группировки.
Критикует группировку Хайят Тахрир аш-Шам за фитну, а также Джабхат ан-Нусра за разрыв с Аль-Каидой. Также раскритиковал операцию «Щит Евфрата», потому что она служит интересам правительства Турции, а не мусульман.
Поддерживает теракты 11 сентября. Разошёлся с аз-Заркави во взглядах из-за терактов против мусульман, вроде подрывов отелей в Аммане в 2005.
Призвал не хвалить США за ракетный удар по авиабазе Эш-Шайрат.